# Sanford, Texas
Sanford är en ort i Hutchinson County i delstaten Texas, USA.